# Margaret McPhun
Pour les articles homonymes, voir McPhun.
Margaret Pollock McPhun (1876–1960) est une suffragette écossaise de Glasgow qui a passé deux mois à la prison de Holloway à Londres et a composé un poème sur l'activiste emprisonnée Janie Allan.

## Biographie
Margaret McPhun est née le 8 juillet 1876. Son père est un conseiller municipal de Glasgow, marchand de bois et membre de la justice de paix. Elle fréquente un lycée de jeunes filles à Hanovre. Elle et sa sœur Frances McPhun fréquentent toutes deux l'université de Glasgow, où Margaret étudie la psychologie et obtient une maîtrise en 1897, tandis que sa sœur y étudie l'économie politique. Leur sœur cadette, Nessie McPhun, est également suffragette. Les trois sœurs, qui habitent alors au 10 Doune Terrace dans le quartier Hillhead de Glasgow, sont membres de l'association pour le droit de vote de l'université et rejoignent la Women's Social and Political Union (WSPU) en 1909. En 1910, Margaret McPhun est secrétaire d'organisation bénévole à l'occasion de l'exposition écossaise des suffragettes (Scottish Suffrage Exhibition), et en 1911 et 1912, secrétaire bénévole du district de Glasgow de la WSPU. Margaret est la porte-parole écossaise de la WSPU écossaise de 1912 à 1914. Les deux sœurs Frances et Margaret se rendent à Londres avec d'autres militantes écossaises pour les droits des femmes afin de faire de la publicité pour leur cause en brisant des fenêtres de bâtiments gouvernementaux en mars 2012. Elle est emprisonnée du 5 mars au 29 avril, comme des dizaines de personnes emprisonnées à cette occasion,.

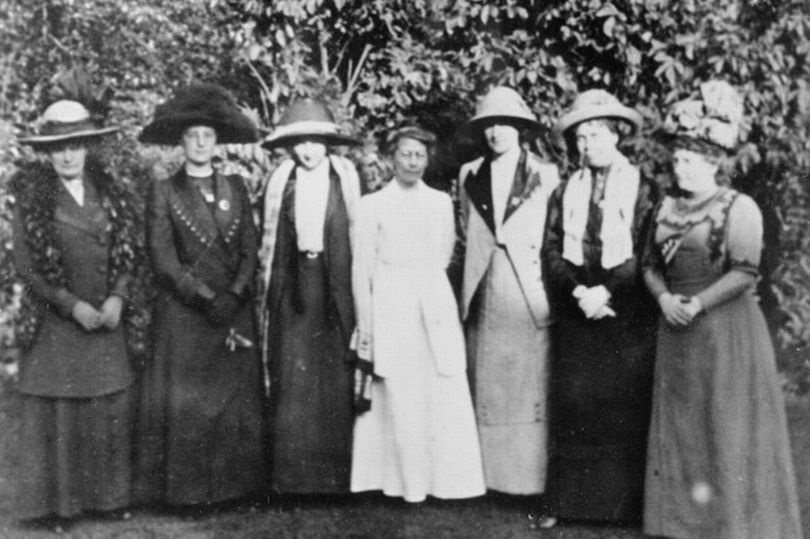
(de gauche à droite) Helen Crawfurd, Janet Barrowman, Margaret McPhun, Mme AA Wilson, Frances McPhun, Nancy A. John et Annie Swan.

Les sœurs utilisent le nom de « Campbell » pour cacher leurs origines lorsqu'elles sont arrêtées. En avril 2012, les sœurs entament une grève de la faim et sont nourries de force. Lorsqu'elles sont libérées de la prison de Holloway après deux mois, la WSPU leur décerne des médailles de grève de la faim « pour la bravoure », bien que les sœurs aient convenu qu'elles ont choisi de boire dans une tasse pour éviter d'être alimentée de force par un tube nasal. 
Margaret McPhun compose un poème dédié à Janie Allan, suffragette militante de Glasgow, initiatrice de la grève de la faim comme mode de revendication, sur le modèle de la méthode utilisée pour la première fois en 1909 par Marion Wallace Dunlop. Des milliers de Glasgowois ont signé une pétition pour sa libération, après qu'elle a été nourrie de force pendant une semaine lors de sa grève de la faim.
Le poème est intitulé To A Fellow Prisoner (Miss Janie Allan), et il est inclus dans l'anthologie Holloway Jingles publiée par la branche de Glasgow de la WSPU plus tard cette année-là,,.
Elle est l'une des signataires du mouchoir des suffragettes.
Dans les années 1930, elle lègue, avec sa sœur, une grande maison à Callander, en Écosse) comme centre de vacances pour les défavorisés à la Glasgow Guild of Aid.
Margaret McPhun est inscrite au "Tableau d'honneur des prisonnières des suffragettes 1905-1914" (7LAC/2) de "The Women's Library" de la London School of Economics.